# Clothilde
Clothilde es el nombre artístico de Élisabeth Beauvais, una cantante francesa nacida en París (Francia) el 22 de febrero de 1948. 
Se caracteriza por sus canciones en 1967 de estilo yeyé, y su popularidad debido al sencillo "Fallait pas écraser la queue du chat". Ella es hija del autor Robert Beauvais y la actriz Gisele Parry.

## Biografía y carrera
Élisabeth Beauvais nació en Francia (22 de febrero de 1948), creció junto a sus padres; Robert Beauvais un autor y su madre Gisele Parry. En su adolescencia comenzó a despertar su gusto por la música. Entonces, decide escribir canciones como practica para ser más tarde una profesional en la música. Al cumplir 19 años en 1967, Jean-Yves Gaillac firma las letras de las canciones que ella está dispuesta a lanzar en Disco de Vinillo, bajo la discográfica "Disques Vogues". La orquesta fue dirigida por Germinal Tenas, dando la buena técnica de yeyé y Clásica pop. Más tarde, se da cuenta de su gran popularidad en un solo año y lanza un nuevo disco a finales de 1967, esta vez con más nuevas canciones y lo que la lleva a varias participaciones en televisión.
En esa época, la música había sido un gran éxito para las chicas jóvenes que cantaban en lengua Francés, Inglés y Español, como Massiel que gana el Eurovision 1968, representando a España, France Gall una modelo y cantante muy popular y varias inglesas como Sandie Shaw y Petula Clark, pero todas ellas cantaban en un estilo de yeyé, lo que también se une Clothilde y es recordada en la actualidad como una de las mejores cantantes de ese estilo y lo que formó una gran época en los sesenta.

## Discografía
En 1967 firma un contrato con "Disque Vogue" y lanza su primer disco con cuatro canciones, donde empieza a ver que había tenido gran éxito.
- EPL 8528 : Fallait pas écraser la queue du chat / Je t'ai voulu et je t'ai bien eu / La Chanson bête et méchante / Le Boa.

A finales de 1967 vuelve a lanzar un nuevo disco, esta vez se lleva un verdadero éxito y popularidad en Europa.
- EPL 8567 : Saperlipopette (Bleuet et chiendent) / 102, 103 / La Ballade du bossu / La Vérité, toute la vérité.